# 강경성당
강경성당(江景聖堂)은 대한민국 충청남도 논산시 강경읍에 있는 건축물이다. 2015년 8월 25일 대한민국의 국가등록문화재 제650호로 지정되었다.

## 개요
「강경성당」은 1961년에 건립된 것으로, 당시로서는 특이한 구조방식인 첨두형 아치보로 내부를 구성하는 등 현대적 처리가 돋보이는 성당건축물이다.
건축에 조예가 깊은 보드뱅 신부(1897∼1976)의 설계와 감독으로 지어져, 건립 당시의 구조와 형태를 잘 유지하고 있을 뿐만 아니라 보존·활용 여건이 양호하며, 당시의 일반적인 건축구조형식을 벗어나 아치 형식의 구조프레임을 사용하여 대형공간을 만드는 등 건축적ㆍ종교사적 가치가 높은 것으로 평가된다.

## 참고 자료
- 강경성당 - 국가유산청 국가유산포털